# 長生殿 (菓子)

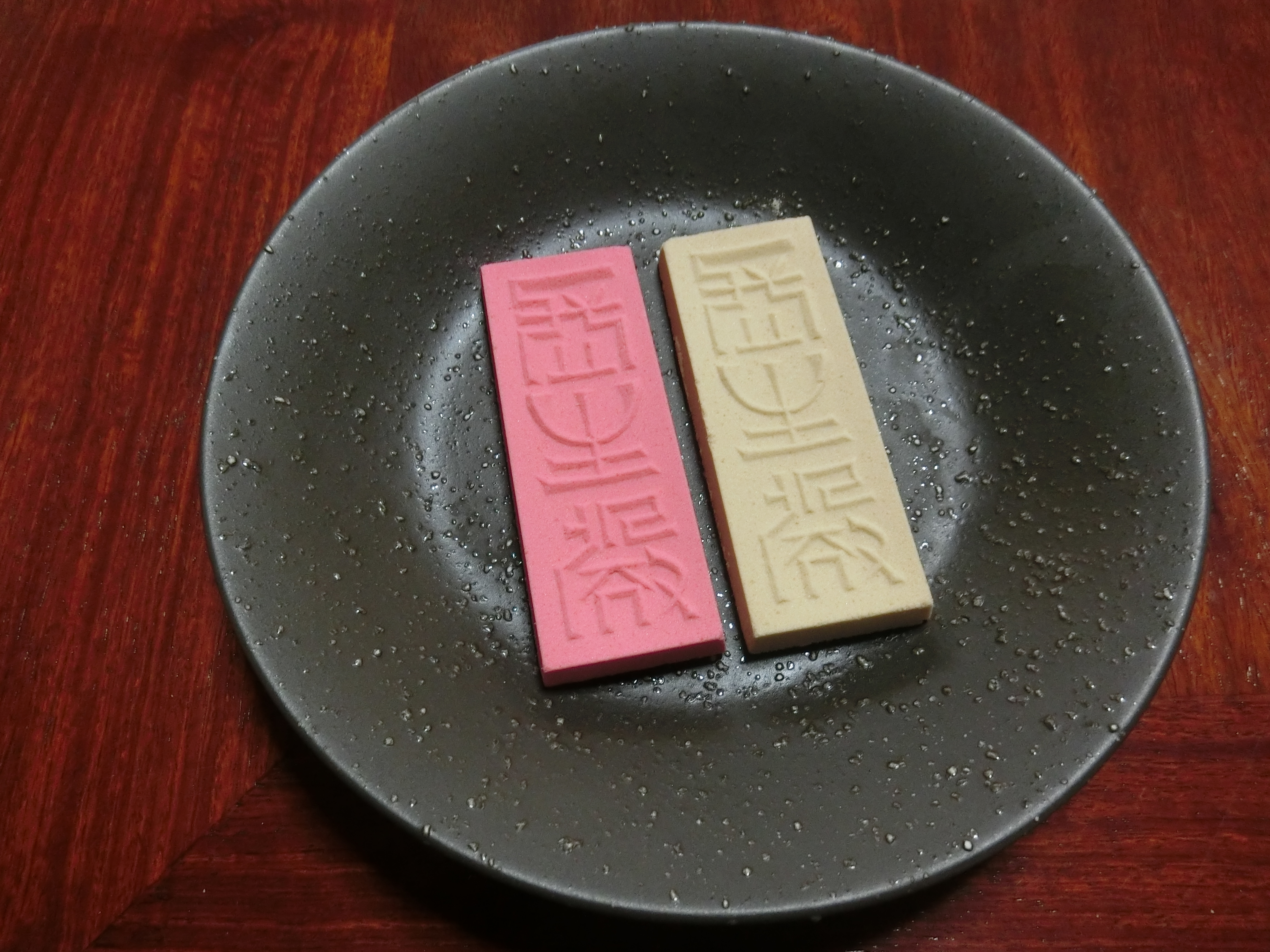

長生殿（ちょうせいでん）は、石川県金沢市の森八で作られている和菓子である。
金沢市の名物であり、落雁の最高級品とされる。新潟県長岡市の越乃雪、島根県松江市の山川と共に、日本三大銘菓の一つにも数えられる。

## 概要
紅白の落雁の一種であり、材料は四国産の和三盆糖と北陸産のもち米を用いる。昔は落雁の中に胡麻も入れていたが、現在は入れていない。出来上がった落雁は、小堀遠州の直筆の“長生殿”と彫り込まれた木型で打ち上げられている。
ちなみに、菓子の名前は唐の白居易「長恨歌」の末章：「七月七日長生殿、夜半無人私語時。」より、唐玄宗と楊貴妃が七夕に愛を語りあった場所である長生殿から由来しているとされる。

## 歴史
長生殿は加賀藩3代藩主前田利常より七夕のための落雁を作ることを命ぜられた三代目森下屋八左衛門（森八の前身）によって作られた。茶道遠州流の開祖である小堀政一（遠州）の助言により、菓子に篆書で「長生殿」の文字が彫り込まれている。命名も小堀による。
後水尾天皇にも献上され、前田家から徳川将軍家にもしばしば献上された。明治以降もしばしば宮内省に収めた。